# Кулаківці
Кула́ківці — село в Україні, у Заліщицькій міській громаді Чортківського району Тернопільської області. Розташоване на річці Серет, на півдні району. До 2020 року адміністративний центр Кулаківської сільської ради.
Населення — 412 осіб (2014).

## Історія

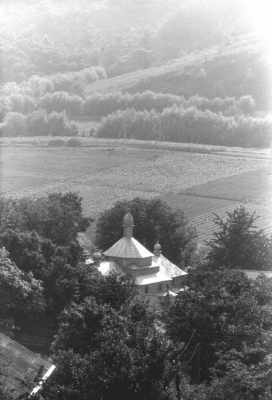
Вигляд на церкву в Кулаківцях

Поблизу Кулаківців виявлено археологічні пам'ятки давньоруської культури.
Перша писемна згадка — 1400.
Церкву Святого великомученика Димитрія (1862 р.) принесли води Серету.
Діяли «Просвіта», «Луг», «Сільський господар», та інші товариства, кооператива.
12 червня 2020 року, відповідно до розпорядження Кабінету Міністрів України № 724-р «Про визначення адміністративних центрів та затвердження територій територіальних громад Тернопільської області» увійшло до складу Заліщицької міської громади.
19 липня 2020 року, в результаті адміністративно-територіальної реформи та ліквідації Заліщицького району, увійшло до складу новоутвореного Чортківського району.

## Релігія
Є церква Святого Великомученика Димитрія (1862, дерев'яна, УГКЦ). Капличка кам'янна напівзруйнована.

## Соціальна сфера
Працюють: магазин "Сільпо", клуб, бібліотека, ФАП.

## Відомі люди

### Народилися
- Іван Громик — український хормейстер, заслужений працівник освіти України,
- Михайло Олійник — український педагог, заслужений працівник освіти України.
- Дмитро Вітюк -перший секретар комсомольської організації села,який заганяв людей у колгоспи, за що у 1966 році вдячні колгоспники поставили йому пам'ятник ,який стоїть і досі на тереторії дитячого садочка,через дії цього ката,багато жителів села зокрема Гуменюк (1925р.н.) станичний юнацької мережі ОУН – пропав безвісти; Дмитро Олійник (1911 р.н.), член ОУН – розстріляний НКВС в 1944 р. у Чорткові; Сопівник М.В.- закатований у травні 1946 р.; Іван Максимець- член ОУН; Андрій Скрипник (1923р.н.)- стрілець УПА; Іван Гаврилюк – загинув 1946 році; сестри – підпільниці Марія та Василини Григоришині, зв`язкові ОУН – загинули під час облави 24 вересня 1946 року; Дмитро Матвіїв (1921р.н.) -заступник підрайонного СБ, псевдо “Шріт”, загинув у 1946 році; Іван Гуменюк (1922р.н.)- підрайонний ОУН пс. “Богун”; Колодій Ольга Гаврилівна (1925 р.н.), підпільниця, засуджена на 10 років концтаборів. Всього було ув`язнено за участь у визвольній боротьбі 1944-1953 роках – 29 осіб., в тому числі 7 жінок.а пам'ятник досі стоїть і нікому немає до нього діла.СЛАВА УКРАЇНІ!!!

### Пов'язані з селом
- Андрій Солецький — художник, іконописець.[4]

## Галерея

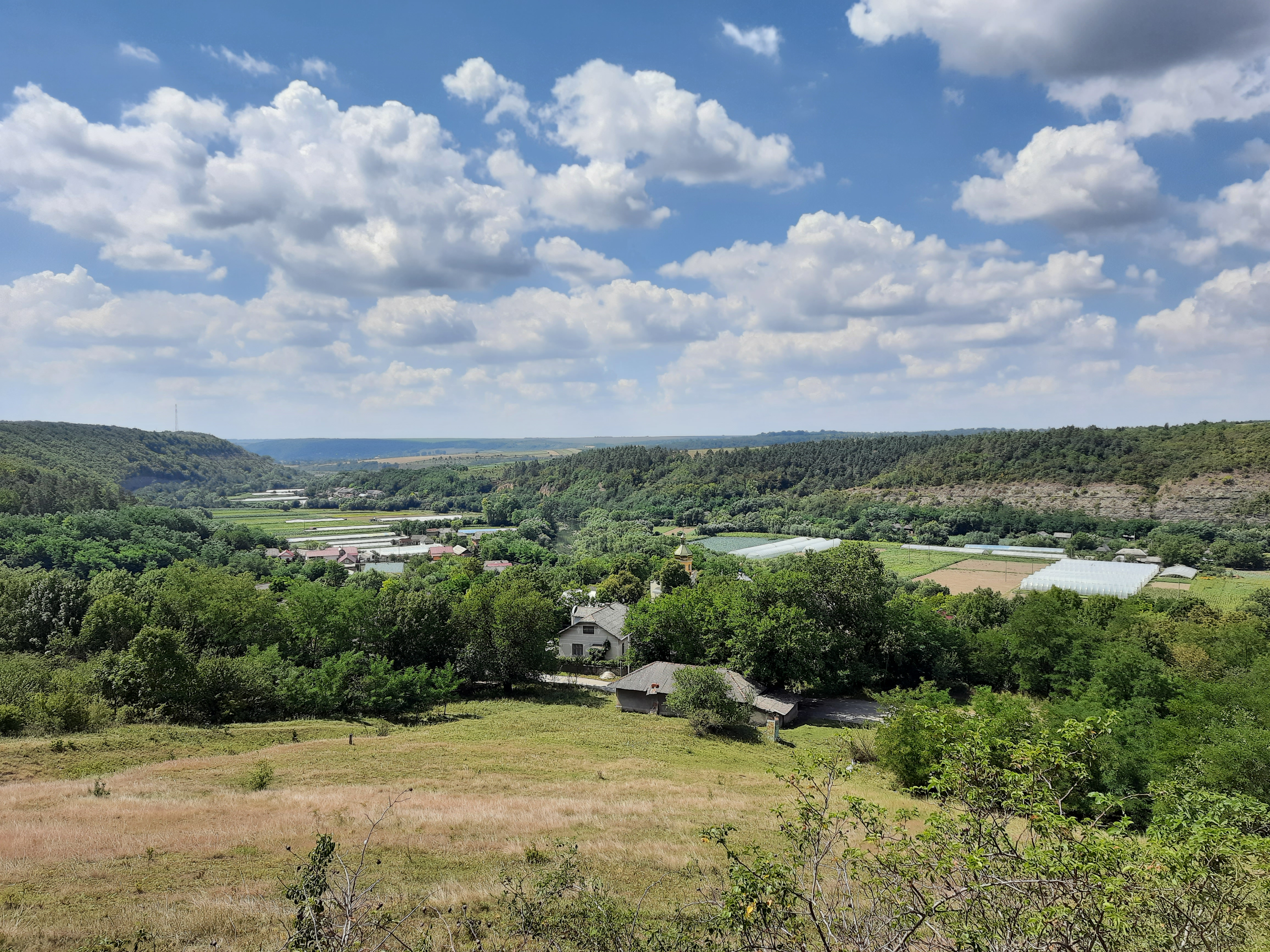
Вигляд на село
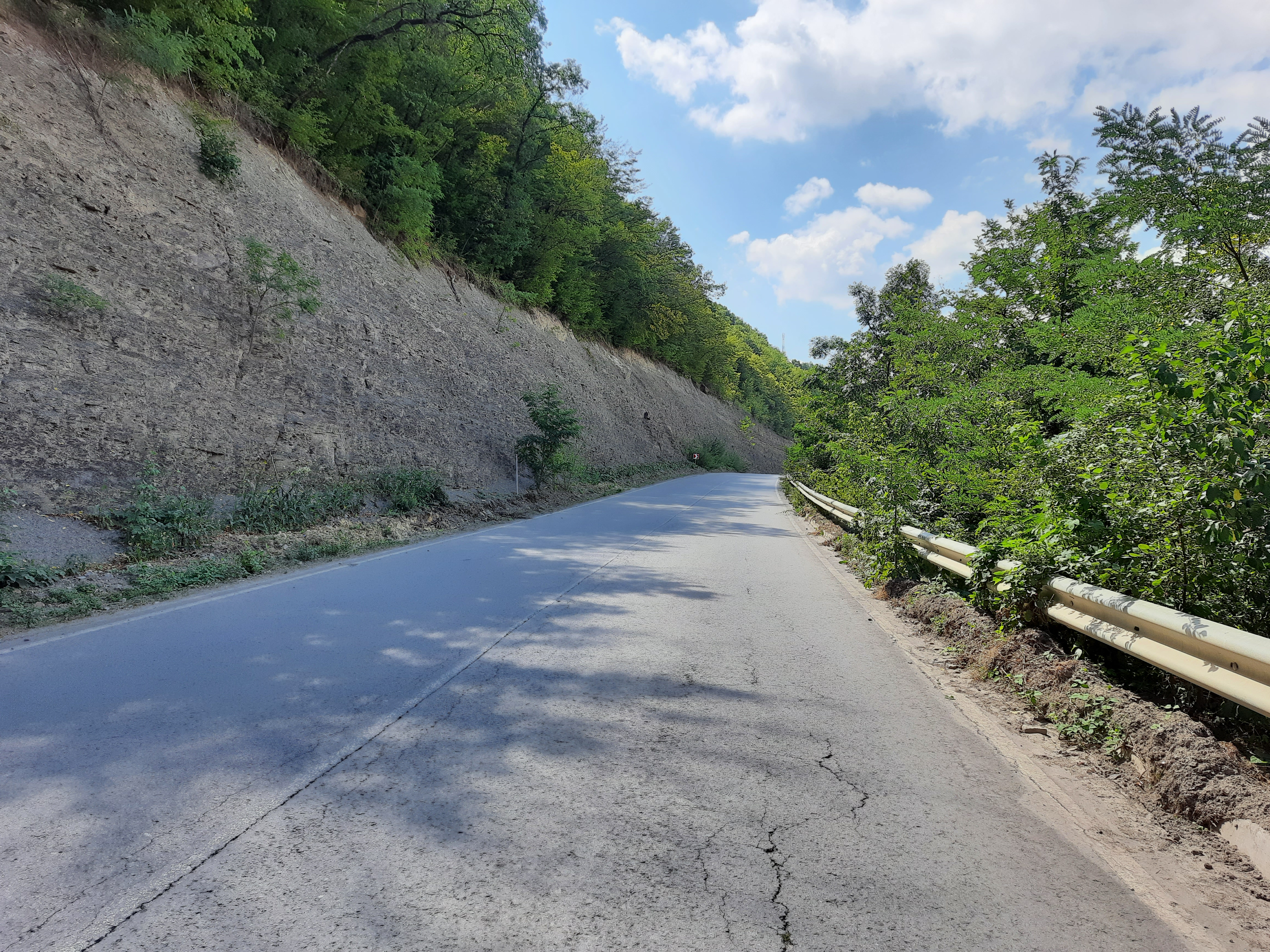
Дорога в село
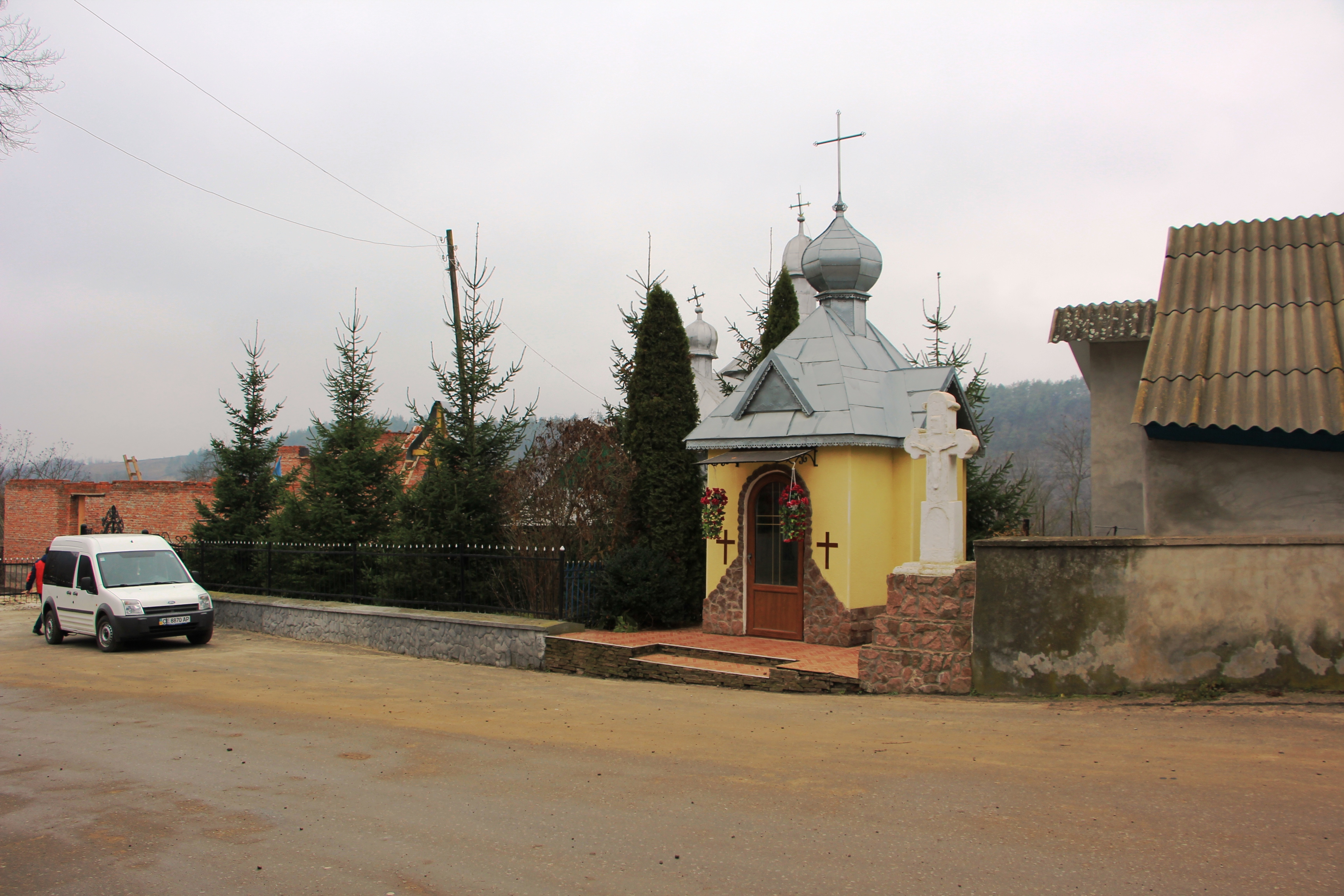
Церква св. Димитрія 1862 (каплиця)
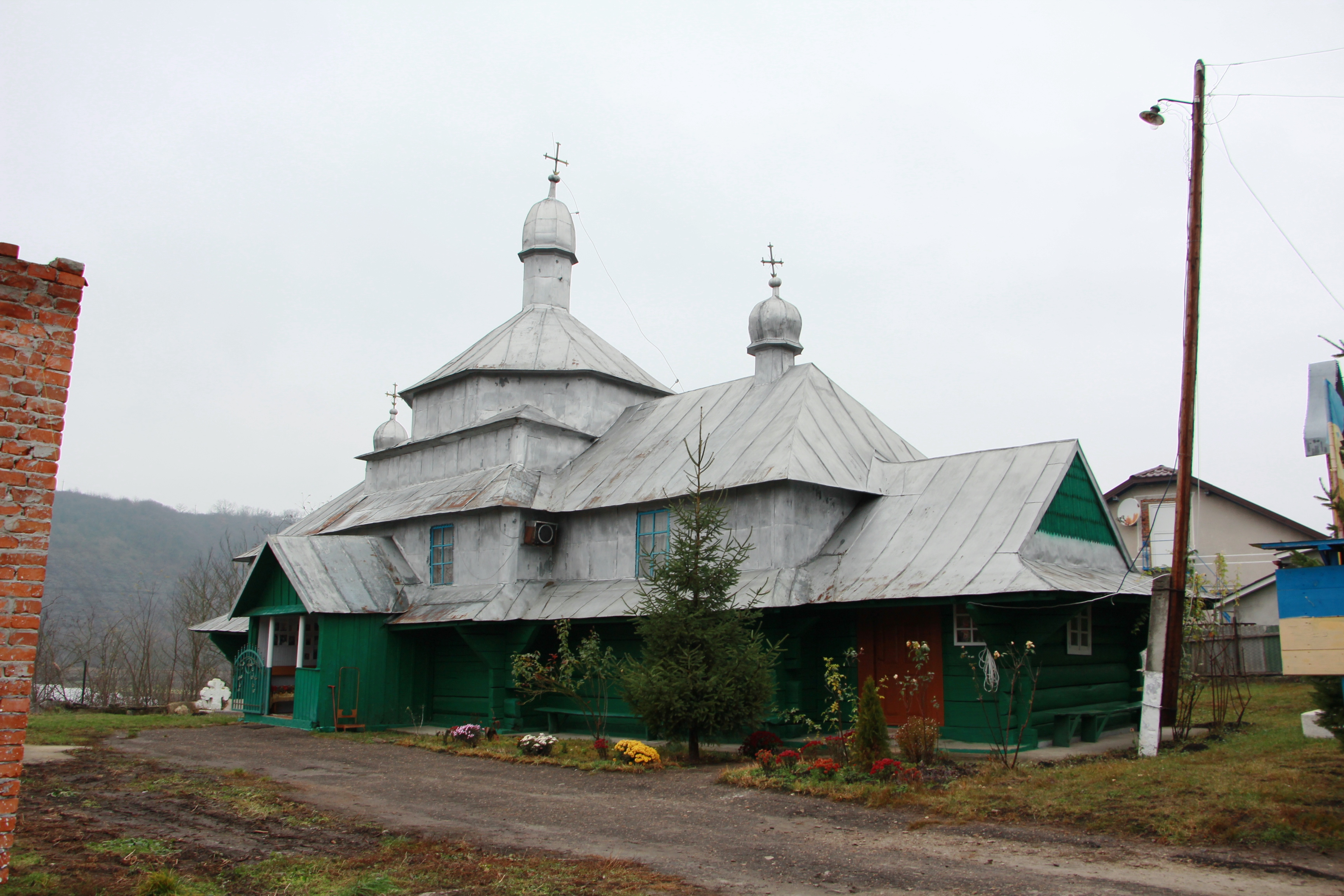
Церква св. Димитрія 1862
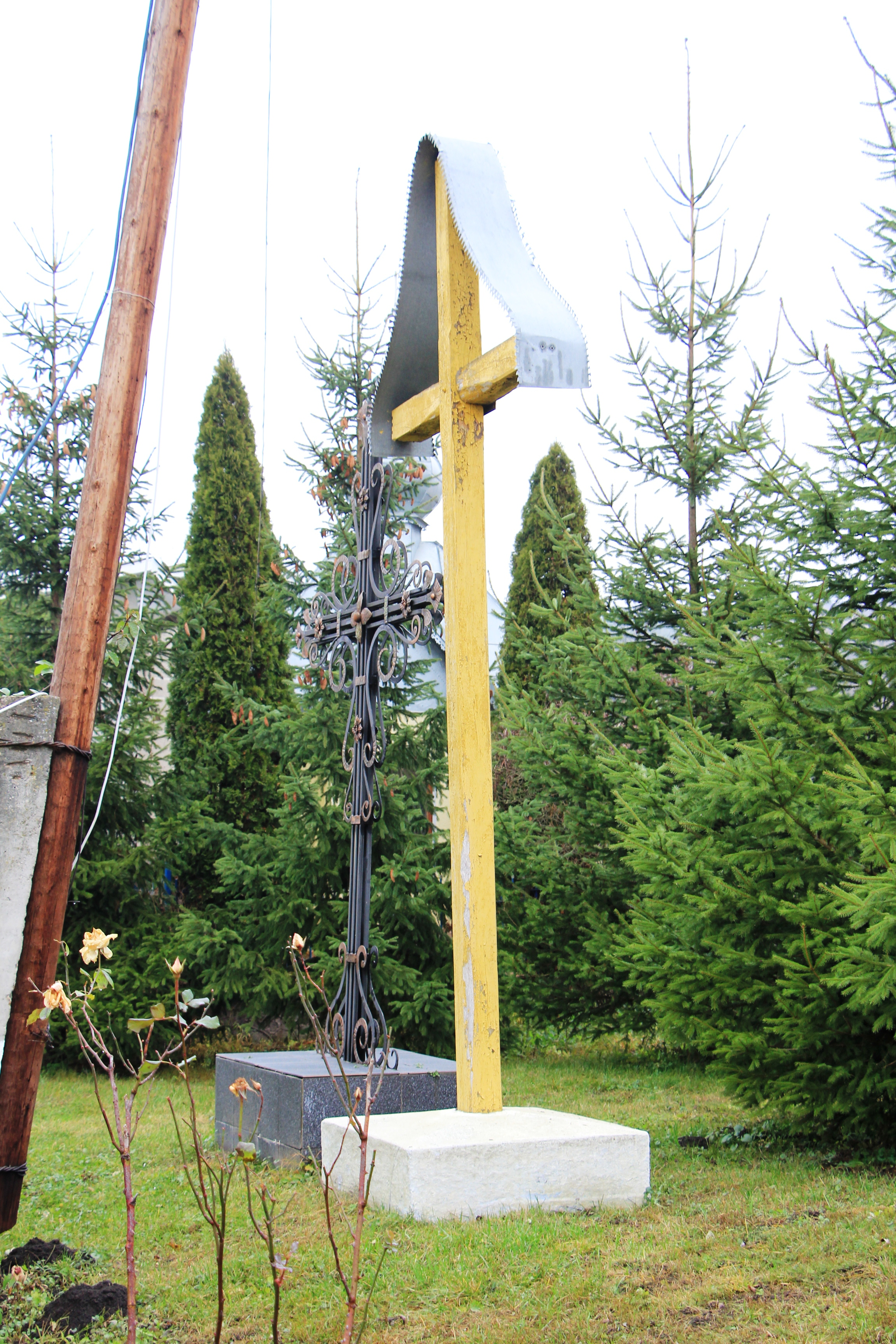
Церква св. Димитрія 1862 (хрести)
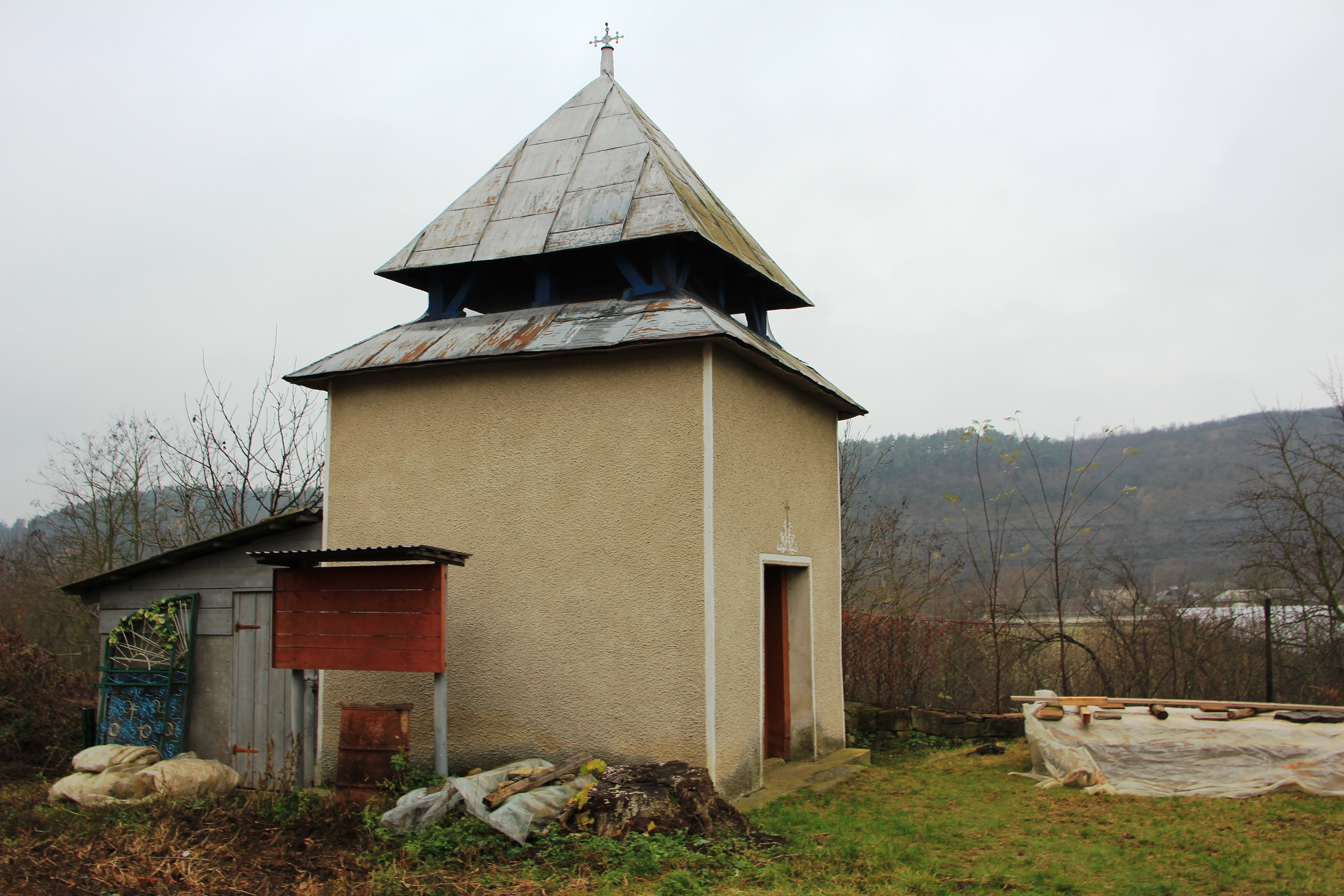
Церква св. Димитрія 1862 (дзвіниця)
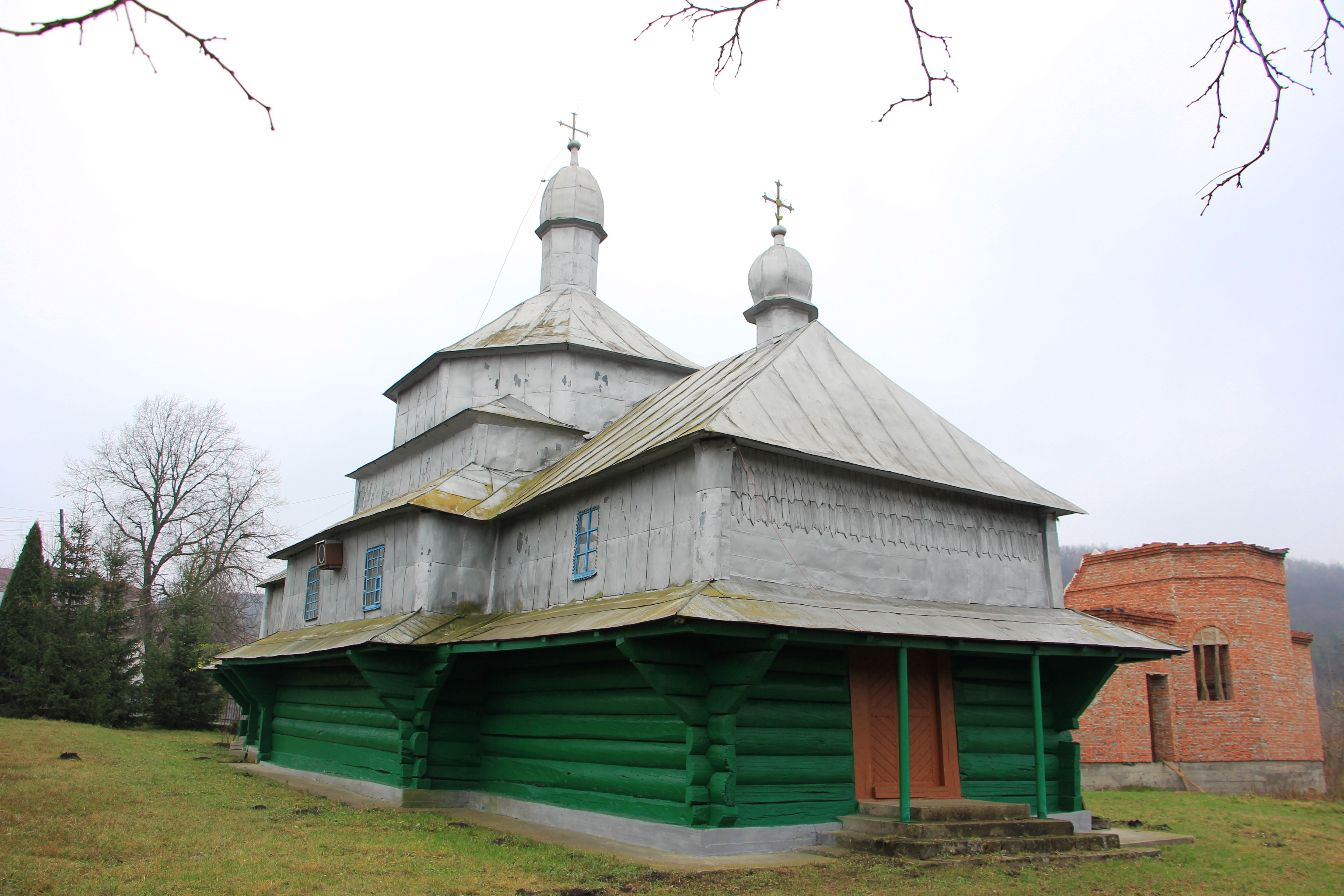
Церква св. Димитрія 1862
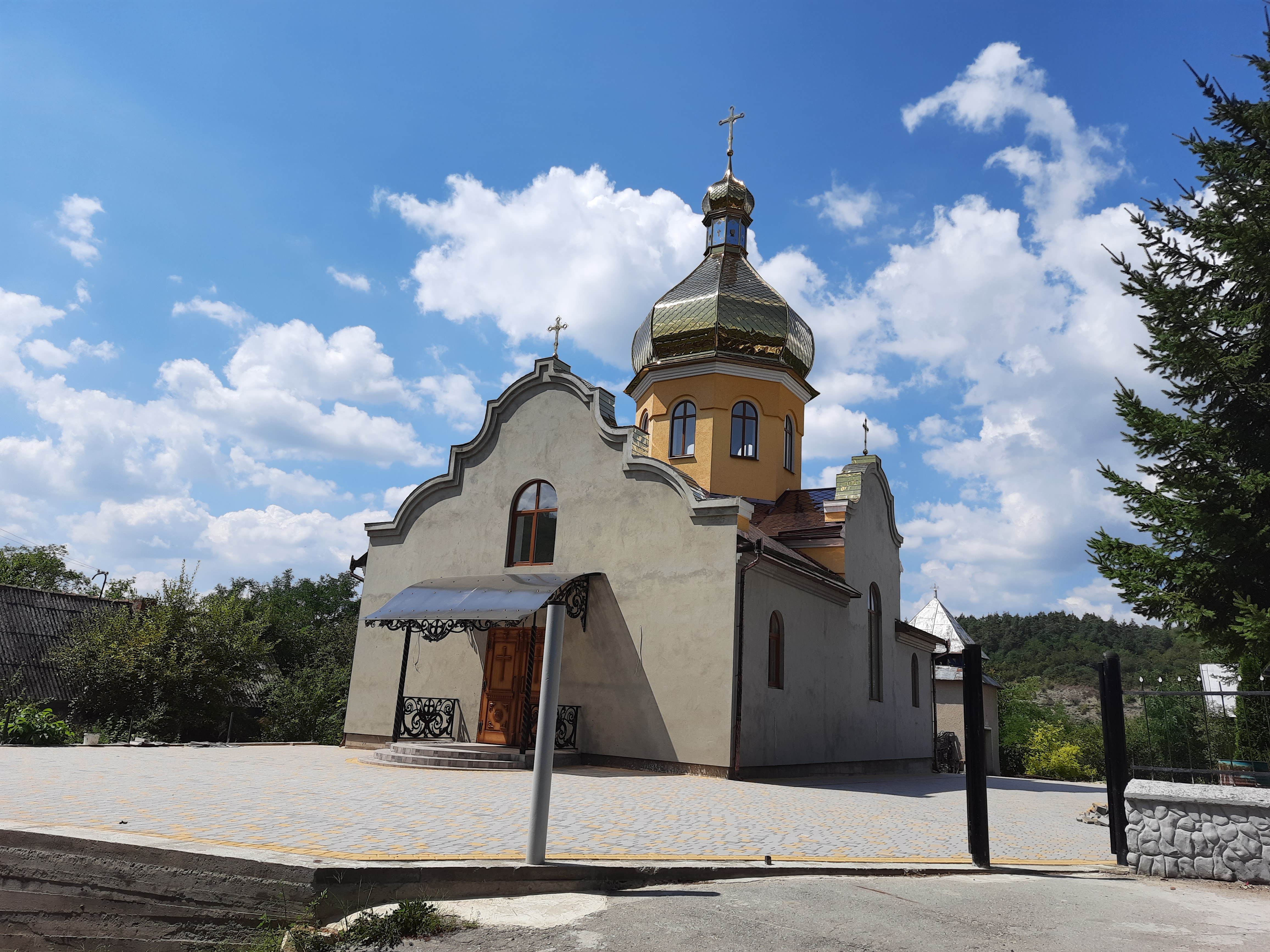
Церква Святого Димитрія (нова)
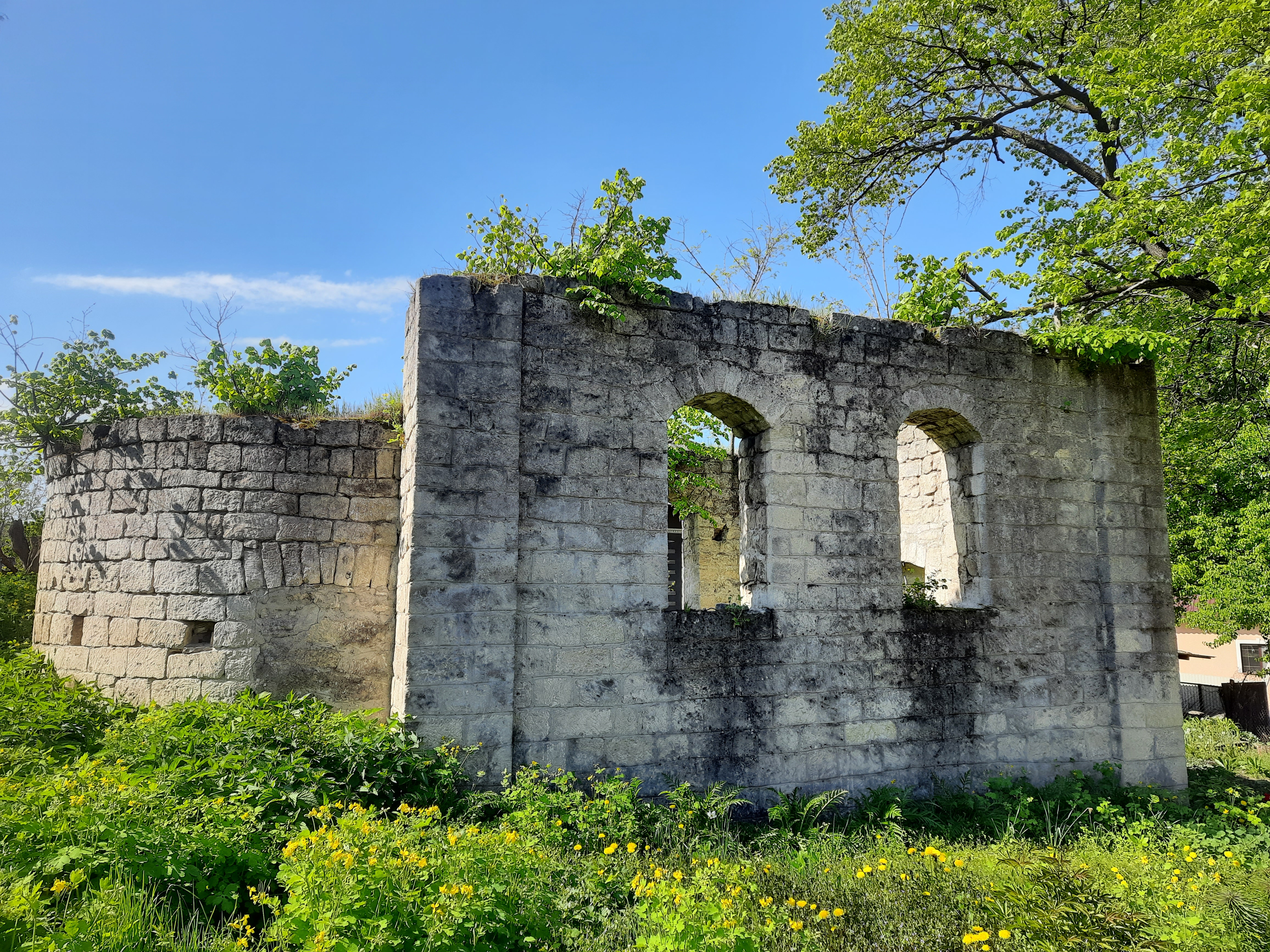
Руїни костелу
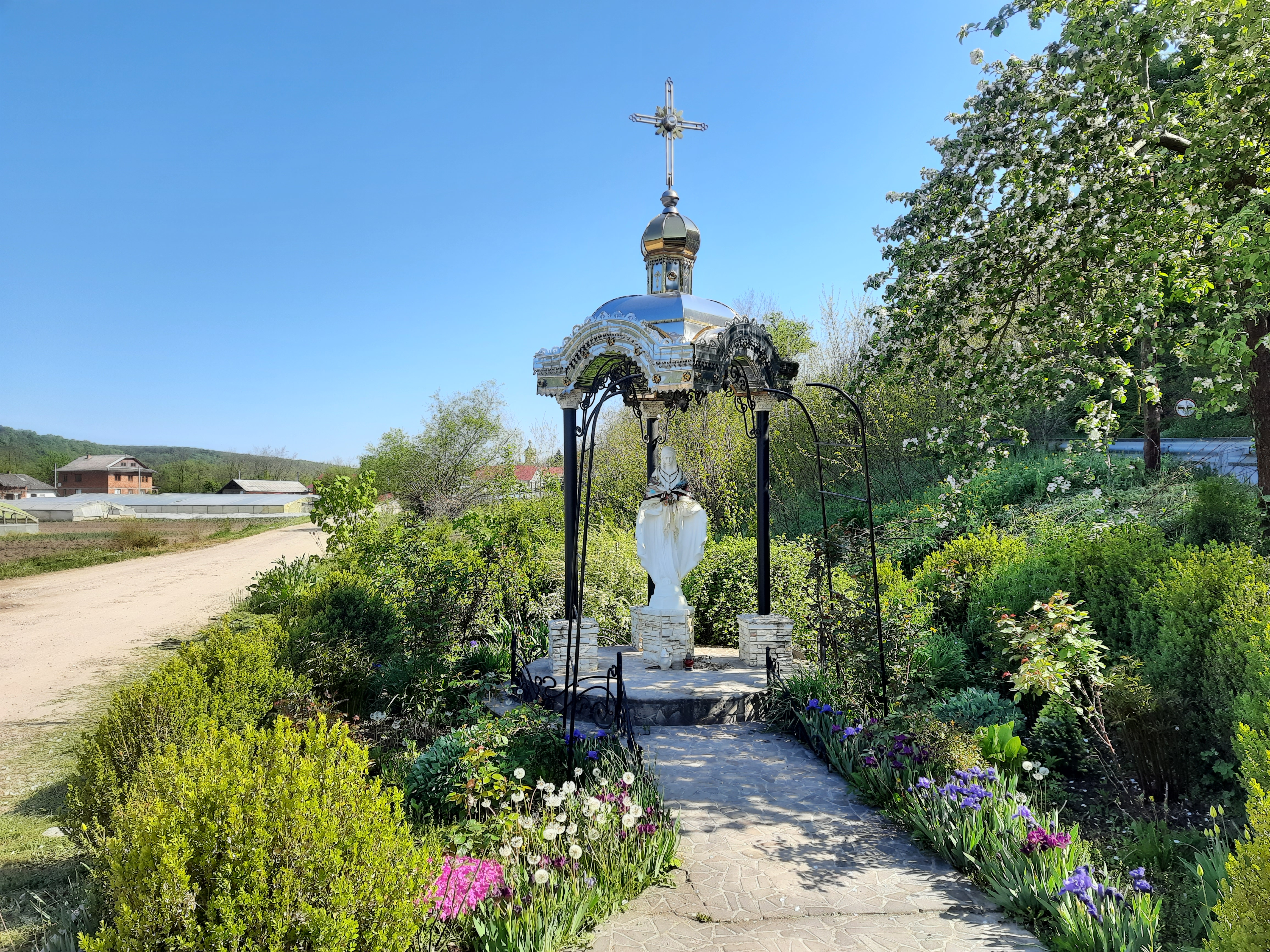
Статуя Божої Матері